# Rohrbündelreaktor

Verfahrenstechnisches Symbol eines Rohrbündelreaktors in einem R&I-Fließschema

Der Rohrbündelreaktor ist ein chemischer Reaktor, in dem stark exotherme Reaktionen (meist Oxidationsreaktionen) in der Gasphase durchgeführt werden. Dabei wird das Gasgemisch in Röhren, die von einem Kühlmittel umflossen werden, mithilfe eines Katalysators umgesetzt.
Der typische Aufbau besteht aus einem Kühlmitteltank, durch den je nach Bauart 1000 bis 30.000 katalytgefüllte Röhren mit einem Durchmesser von 2 cm bis 5 cm und einer Länge von 1 m bis 5 m gelegt sind. Das Kühlmittel wird, um eine gleichmäßige Wärmeverteilung zu gewährleisten, ständig umgewälzt und kann aus Wärmeträgerölen, Salzschmelzen oder Wasser bestehen.
Trotz Kühlung ist die Umsetzung nicht isotherm und es treten starke Temperaturgradienten auf, die den Katalysator zerstören können. Deshalb ist eine sorgfältige Reaktionsführung unerlässlich.
Die abgeführte Wärme wird in der Regel als Prozesswärme zurückgewonnen.
Typische Reaktionen sind Maleinsäureanhydrid-Produktion über Buten- bzw. Butanoxidation, Ethylenoxidherstellung (Oxidation von Ethylen) und die Herstellung von Acrolein.